# 二瓶綾子
二瓶 綾子（にへい あやこ、1937年2月1日 - ）は、福島県福島市出身の日本の女子プロゴルファー。 日本女子プロゴルフ協会 (JLPGA) 元会長。

## 経歴
庭塚中学校卒業。20歳の頃、福島県のゴルフ場でキャディになったことからゴルフを始める。
1967年、第1回プロテストでは樋口久子に次ぐ2位で合格。女子部創立記念競技に参加し、2位タイ。
1968年、日本女子プロゴルフ選手権大会2位など、賞金ランク3位 (自己最高位) 。1969年は同6位、1970年は同7位、1971年は同9位、1972年は同4位と一桁順位が続くも優勝なし。
1973年は日本女子プロゴルフ選手権大会3位タイ、JSG女子オープン2位と惜敗が続くも、諏訪湖女子オープンで初優勝。賞金ランク4位。
1974年は開幕戦の広島女子オープンゴルフ、グランドモナークと2度の優勝。獲得賞金571万円余で自己最高。賞金ランク4位。日本女子プロゴルフ協会が男子の協会から独立し、初代理事長に就任。
1975年、烏山城カントリークラブ (栃木県那須烏山市) で行われた日本女子オープンゴルフ選手権競技において通算3オーバー、2位の山崎小夜子に1打差で初の公式戦優勝。賞金ランク6位。
1976年、ときわ台女子プロで優勝。賞金ランク6位で9年連続一桁順位。
1977年以降は優勝がなく、賞金ランク二桁が続いた。
1987年にはJLPGA2代目会長に選出され、1992年まで務めた。なお、55歳で迎えた同年の東洋水産レディス北海道で決勝ラウンドに進出した。
2013年に日本プロゴルフ殿堂からレジェンド部門で顕彰された。

## 人物・逸話
- 人望が厚く、リーダー格として黎明期の女子プロゴルフ界を引っ張ってきた存在。協会に女子部創設を請願した当初は「女はダメだ」と断られた[1]。
- 女子部が協会から独立した当時において同じビル内にある物置を片付けた、4畳半という狭いスペースからスタートだったと語っている[1]。
- 最も嬉しかった思い出は日本女子オープン優勝であり、初日大雨、最終日強風という悪天候の中、敢えてグリーンを狙わない作戦を採った。優勝副賞で初めて自動車が贈られたが、当時運転免許を所有しておらず、繁忙な中2年間かけて教習所に通った[1]。

## 表彰
- 日本プロスポーツ功労賞 (1977年、1992年)